# Aljoscha der Topf
Aljoscha der Topf (russisch Алёша Горшок, Transkription: Aljoscha Gorschok, Transliteration:  Alëša Goršok) ist eine Kurzgeschichte von Lew Tolstoi, die Ende Februar 1905 entstand und 1911 postum erschien.
Tolstoi bietet darin ein Lob auf die Bescheidenheit des einfachen Menschen.

## Inhalt
Als Kind kam Aljoscha im Dorf zu seinem Spitznamen, nachdem er einen mit Milch gefüllten Topf zerbrach.
Den 19-Jährigen brachte der Vater als Hausknecht bei einem Kaufmann in der Stadt unter. Aljoscha, stets arbeitswillig, führte die verschiedenartigsten Aufträge umgehend mit der Bestätigung „Das geht zu machen“ aus.
Seinen Lohn bekommt Aljoscha nicht in die Hand. Den lässt sich der Vater regelmäßig auszahlen. Aljoscha verliebt sich in die junge Köchin Ustinja – eine Waise. Das Paar will heiraten. Der Kaufmann beschäftigt aber nur Ledige. Als Aljoschas Vater wieder einmal in die Stadt kommt, um den Lohn des Sohnes zu kassieren, beschwert sich der Kaufmann bei ihm über die Heiratsabsicht Aljoschas. Der Vater verbietet dem Sohn die Eheschließung. Aljoscha findet sich damit ab. Es hat eben nicht sollen sein. Ustinja, die alles mitangehört hat, weint.
Ausgangs des darauffolgenden Winters stürzt Aljoscha beim Schneeräumen vom Hausdach und stirbt an den Folgen des Sturzes. Vor seinem Tode verabschiedet er sich von Ustinja: „Hab Dank Ustjuscha, daß du Mitleid mit mir gehabt hast. Siehst du, es war doch besser, daß man uns nicht heiraten ließ, es wäre nun sowieso aus damit. Jetzt ist alles gut.“

## Rezeption
- Gisela Drohla[3] schreibt 1961, in Jasnaja Poljana habe es einen Hausknecht gegeben, der der Topf genannt worden wäre und zitiert Alexander Blok: „Das genialste, was ich gelesen habe, ist Tolstojs Aljoscha der Topf“.[4]
- Philipp Witkop nennt die Geschichte in seiner Biografie über Leo Tolstoi ein Meisterstück[5].

## Deutschsprachige Ausgaben
- Aljoscha der Topf. Deutsch von Arthur Luther. S. 90–97 in: Gisela Drohla (Hrsg.): Leo N. Tolstoj. Sämtliche Erzählungen. Achter Band. Insel, Frankfurt am Main 1961 (2. Aufl. der Ausgabe in acht Bänden 1982)
- Aljoscha der Topf. Aus dem Russischen übersetzt von Hermann Asemissen. S. 260–267 in: Eberhard Dieckmann (Hrsg.) Lew Tolstoi. Hadschi Murat. Späte Erzählungen (enthält: Hadschi Murat. Nach dem Ball. Der gefälschte Kupon. Aljoscha der Topf. Wofür? Das Göttliche und das Menschliche. Was ich im Traume sah. Vater Wassili. Macht des Kindes. Der Mönchspriester Iliodor.  Wer sind die Mörder? Gespräch mit einem Fremden. Der Fremde und der Bauer. Lieder im Dorf. Drei Tage auf dem Lande. Kinderweisheit. Dankbarer Boden. Chodynka. Ungewollt. Nachgelassene Aufzeichnungen des Mönches Fjodor Kusmitsch. Allen das Gleiche.  Es gibt keine Schuldigen in der Welt). 623 Seiten, Bd. 13 von Eberhard Dieckmann (Hrsg.), Gerhard Dudek (Hrsg.): Lew Tolstoi. Gesammelte Werke in zwanzig Bänden. Rütten und Loening, Berlin 1986 (verwendete Ausgabe)
- Die Erzählungen. Bd. 2. Späte Erzählungen. 1886 - 1910 (enthält:  Der Leinwandmesser. Der Tod des Iwan Iljitsch. Die Kreutzersonate. Der Teufel. Herr und Knecht. Vater Sergej. Nach dem Ball. Hadschi-Murad. Der gefälschte Kupon. Aljoscha der Topf. Kornej Wasiljew. Die Erdbeeren. Wofür? Das Göttliche und das Menschliche. Was ich im Traume sah. Auf dem Chodynkafeld). Artemis und Winkler, Düsseldorf 2001. 813 Seiten, ISBN 978-3-538-06906-0